# Пекари Шльонске
Пека̀ри Шльо̀нске (на полски: Piekary Śląskie; на немски: Deutsch Piekar) е град в Южна Полша, Силезко войводство. Административно е обособен в самостоятелен градски окръг (повят) с площ 39,98 км2.

## География
Градът се намира в историческата област Горна Силезия. Част е от Горносилезката метрополия.

## Аминистративно деление
Райони:
- Козлова Гура
- Центрум
- Шарлей
- Бжозовице
- Камен
- Бжежини Шльонске
- Велка Домбровка

## Население
Според данни от полската Централна статистическа служба, към 1 януари 2014 г. населението на града възлиза на 57 148 души. Гъстотата е 1 429 души/км2.
Демография:
- 1905 – 8094 души
- 1941 – 24 500 души
- 1950 – 22 944 души
- 1960 – 32 226 души
- 1970 – 36 400 души
- 1980 – 64 321 души
- 1990 – 68 502 души
- 2000 – 61 590 души
- 2009 – 58 675 души

## Личности

### Родени в града
- Юзеф Купни, римокатолически духовник, вроцлавски архиепископ митрополит

## Фотогалерия
- Базилика „Св. Богородица“ и „Св. Вартоломей“
- Църква в Калвария Пекарска
- Болница